# 日南市立大堂津小学校
日南市立大堂津小学校（にちなんしりつ おおどうつしょうがっこう）は、宮崎県日南市大堂津一丁目にある公立の小学校。

## 概要
歴史
1879年（明治12年）に創立。現校名になったのは1955年（昭和30年）。2024年（令和6年）に創立145周年を迎えた。
通学区域
「汐鶴、大堂津1～3区、下隈谷（一部）、下方（一部）」。中学校区は日南市立細田中学校。
校章
柏の葉と海の波を合わせたものを背景にして、中央に校名の「大道」の文字（縦書き）を配している。
校歌
作詞は長嶺宏、作曲は海老原直による。歌詞は3番まであり、各番の歌詞中に校名の「大堂津小学校」が登場する。

## 沿革
前史
- 1874年（明治7年）- 寺子屋式教授を開始。
- 1875年（明治8年）- 小学校が設置される。

正史
- 1879年（明治12年）- 教育令施行により、「大堂津小学校」となる。
- 1887年（明治20年）- 小学校令施行により、簡易科（3年制）を設置の上、「簡易大堂津小学校」に改称。
- 1889年（明治22年）5月1日 - 南那珂郡5村（毛吉田、萩之嶺、上方、下方、塚田）が合併の上、「細田村」が発足。
- 1890年（明治23年）7月 - 尋常科（4年制）を設置の上、「尋常大堂津小学校」に改称。
- 1892年（明治25年）4月 - 「大堂津尋常小学校」に改称。
- 1895年（明治28年）- 校舎を改築。
- 1908年（明治41年）4月 - 改正小学校令により、義務教育年限（尋常科の修業年限）が4年から6年に延長となる。尋常科5年を新設。
- 1909年（明治42年）4月 - 尋常科6年を新設。
- 1910年（明治43年）2月 - 現在地に校舎を新築の上、移転を完了。
- 1916年（大正5年）- 校舎を改築。
- 1926年（大正15年）- シロアリ被害のため、校舎を改築。
- 1930年（昭和5年）- 運動場を拡張。校舎（普通8教室、特別2教室）を増築。
- 1938年（昭和13年）4月 - 高等科（2年制）を併置の上、「大堂津尋常高等小学校」に改称。
- 1941年（昭和16年）
  - 1月1日 - 町制施行により、「細田町」が発足。
  - 4月1日 - 国民学校令により、「細田町大堂津国民学校」と改称。尋常科を初等科に改める。
- 1947年（昭和22年）- 学制改革が行われる（六・三制の実施）。
  - 4月1日 - 国民学校の初等科が、新制小学校「細田町立大堂津小学校」に改組・改称。
  - 5月8日 - 国民学校の高等科は青年学校普通科とともに、新制中学校「細田町立細田中学校」に統合される。
- 1955年（昭和30年）2月11日 - 日南市への編入により、「日南市立大堂津小学校」（現校名）に改称。
- 1956年（昭和31年）
  - 5月 - 完全給食を開始。
  - 8月 - 第1号棟鉄筋校舎（南棟、3教室）が完成。
- 1968年（昭和43年）
  - 2月 - 鉄筋コンクリート造2階建て普通教室（10教室）が完成。
  - 12月 - 鉄骨平屋建て管理棟が完成。
- 1973年（昭和48年）7月 - 体育館が完成。
- 1975年（昭和50年）7月 - プールが完成。
- 1976年（昭和51年）6月 - 交通公園が完成。
- 1981年（昭和56年）3月 - 創立100周年記念式典を挙行。創立記念日を3月1日と定める。タイムカプセルを埋設。
- 1982年（昭和57年）11月 - 東門を建立。
- 1984年（昭和59年）2月 - 特別教室（図工・家庭）が完成。
- 1989年（平成元年）9月 - 運動場を全面改修。
- 1996年（平成8年）3月 - 新校舎が完成。
- 1997年（平成9年）2月 - 新体育館が完成。
- 2001年（平成13年）5月 - 運動場を改修。
- 2007年（平成19年）7月 - 給食の自校調理を終了し、細田地区共同調理場（センター）からの配送方式を開始。
- 2009年（平成21年）3月 - 創立130周年記念式典で、1981年（昭和56年）埋設のタイムカプセルを開封。新たにタイムカプセルを埋設（創立150周年記念式典時に開封予定）。

## 交通アクセス
最寄りの鉄道駅
- JR九州 日南線 「大堂津駅」

最寄りのバス停
- 日南市コミュニティバス 「大堂津小前」バス停

最寄りの幹線道路
- 宮崎県道443号仏坂大堂津線

## 周辺
- 日南警察署大堂津警察官駐在所
- ハマボウ公園
- 円心寺
- 秋葉神社
- 三嶋神社
- 細田川